# 스타일리스타 : Real 악마는 프라다를 입는다
《스타일리스타 : Real 악마는 프라다를 입는다》는 2008년에 미국에서 방송된 패션에디터 선발 오디션 프로그램이다. 우승자는 패션매거진 엘르의 패션에디터로 선발된다.